# Música afro-caribenha
A Música afro-caribenha é um termo amplo para estilos musicais originários do Caribe. Esses tipos de música geralmente tem influência africana ocidental por causa da presença e história dos povos africanos e seus descendentes que vivem no Caribe, como resultado do comércio de escravos trans-Atlântico.
Mais notáveis:
- Música de Cuba
- Música de Porto Rico
- Música do Haiti
- Música da Jamaica
- Música das Bahamas
- Música do Belize
- Música da República Dominicana
- Música de Trinidad e Tobago
- Música da Venezuela
- Música da Colômbia
- Música da Guiana
- Música de Barbados
- Música do Panamá
- Música do Brasil

É uma sub-categoria de música latina ou música caribenha.